# Pîșceatînți, Borșciv
Pîșceatînți (în ucraineană Пищатинці) este o comună în raionul Borșciv, regiunea Ternopil, Ucraina, formată numai din satul de reședință.

## Demografie
Componența lingvistică a comunei Pîșceatînți
     Ucraineană (99,33%)
     Alte limbi (0,67%)
Conform recensământului din 2001, majoritatea populației comunei Pîșceatînți era vorbitoare de ucraineană (99,33%), existând în minoritate și vorbitori de alte limbi.